# 曲澤站
曲澤站（日语：／ Magarisawa eki */?）是位於秋田縣由利本莊市前鄉，由利高原鐵道的鳥海山麓線車站。

## 歷史
- 1989年（平成元年）10月29日 - 由利高原鐵道開設此站，由時車站位於由利郡（日语：由利郡）由利町（日语：由利町）[1]。

## 車站構造
此站是地面車站，設有1面1線的單式月台。月台上設有候車室。此站是無人車站。

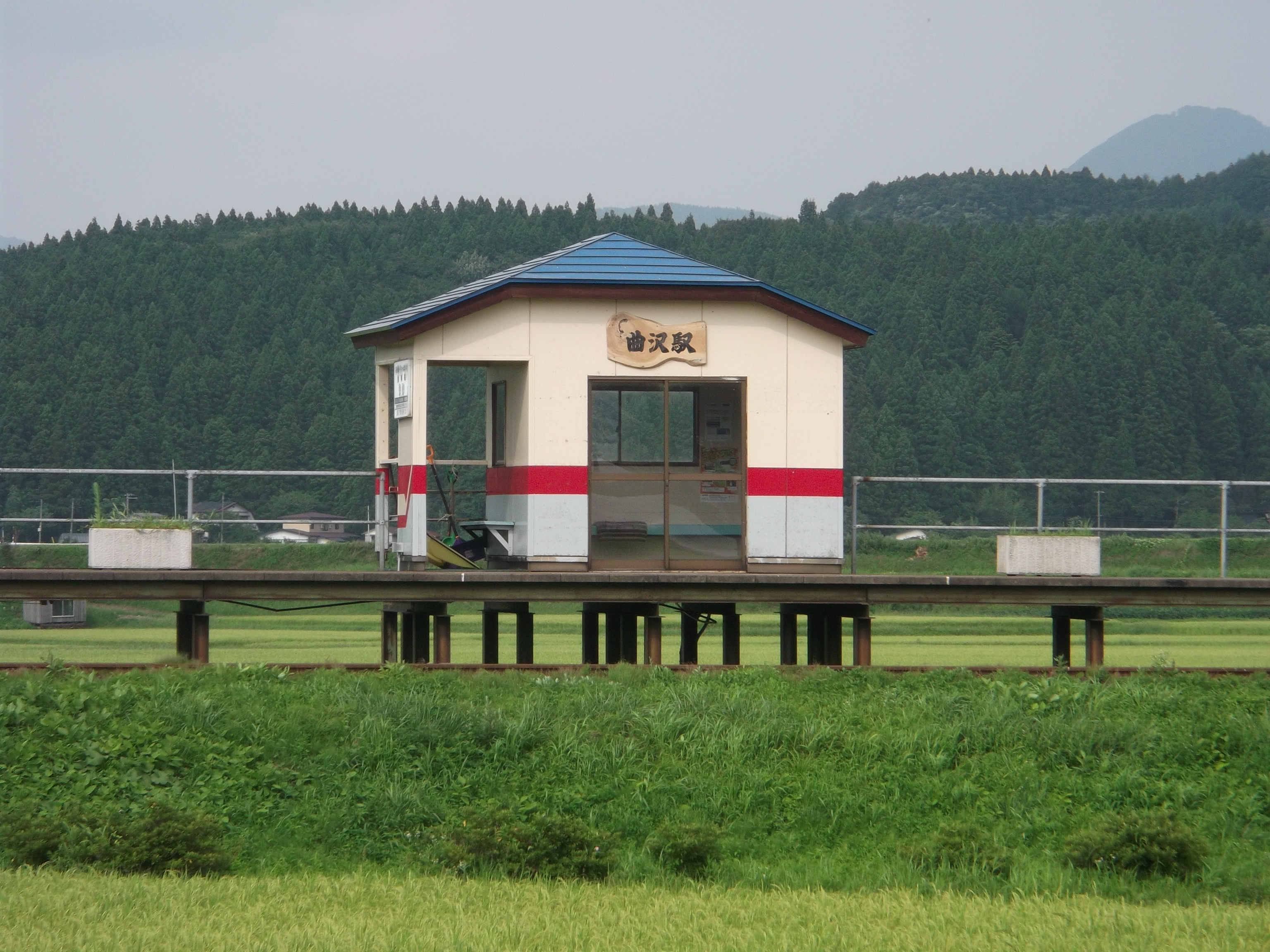
候車室（2013年8月）
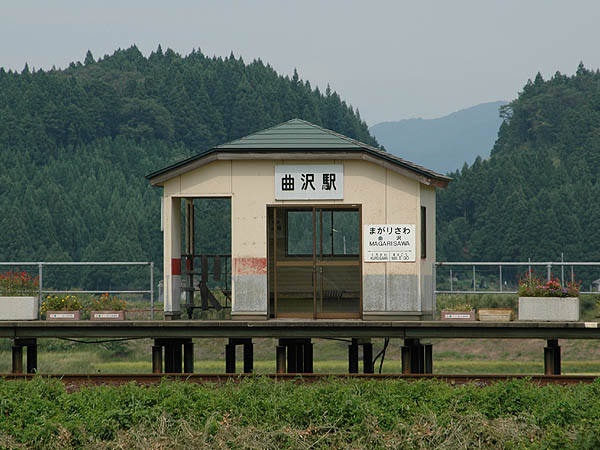
翻新前的候車室

## 使用狀況
| 1日上落車人次 | 1日上落車人次 |
| 年度          | 1日平均人次   |
| ------------- | ------------- |
| 2011年        | 2             |
| 2012年        | 3             |
| 2013年        | 3             |
| 2014年        | 3             |
| 2015年        | 2             |
| 2016年        | 1             |
| 2017年        | 1             |
| 2018年        | 2             |

## 車站周邊
- 秋田縣道293號西瀧澤館線（日语：秋田県道293号西滝沢館線）
- 秋田縣道171號前鄉停車場線（日语：秋田県道171号前郷停車場線）
  - 國道108號
- 子吉川（日语：子吉川）

## 相鄰車站
由利高原鐵道
鳥海山麓線
黑澤－曲澤－前鄉

## 注腳
1. 1 2  “鳥海山ろくの曲沢駅、吉沢駅 待望の新駅が誕生 利便性ぐんとアップ”. 秋田魁新報 (秋田魁新報社): p. 14. (1989年10月30日朝刊)
2. ↑  国土数値情報(駅別乗降客数データ)2011-2015年  （页面存档备份，存于）（日語） - 國土交通省，2020年8月30日參閲
3. ↑  国土数値情報(駅別乗降客数データ)  （页面存档备份，存于）（日語） - 國土交通省，2020年9月12日參閲

## 外部連結
- 曲澤站 （页面存档备份，存于）（日語）（各站資訊） - 由利高原鐵道